# João Cabral de Melo Neto

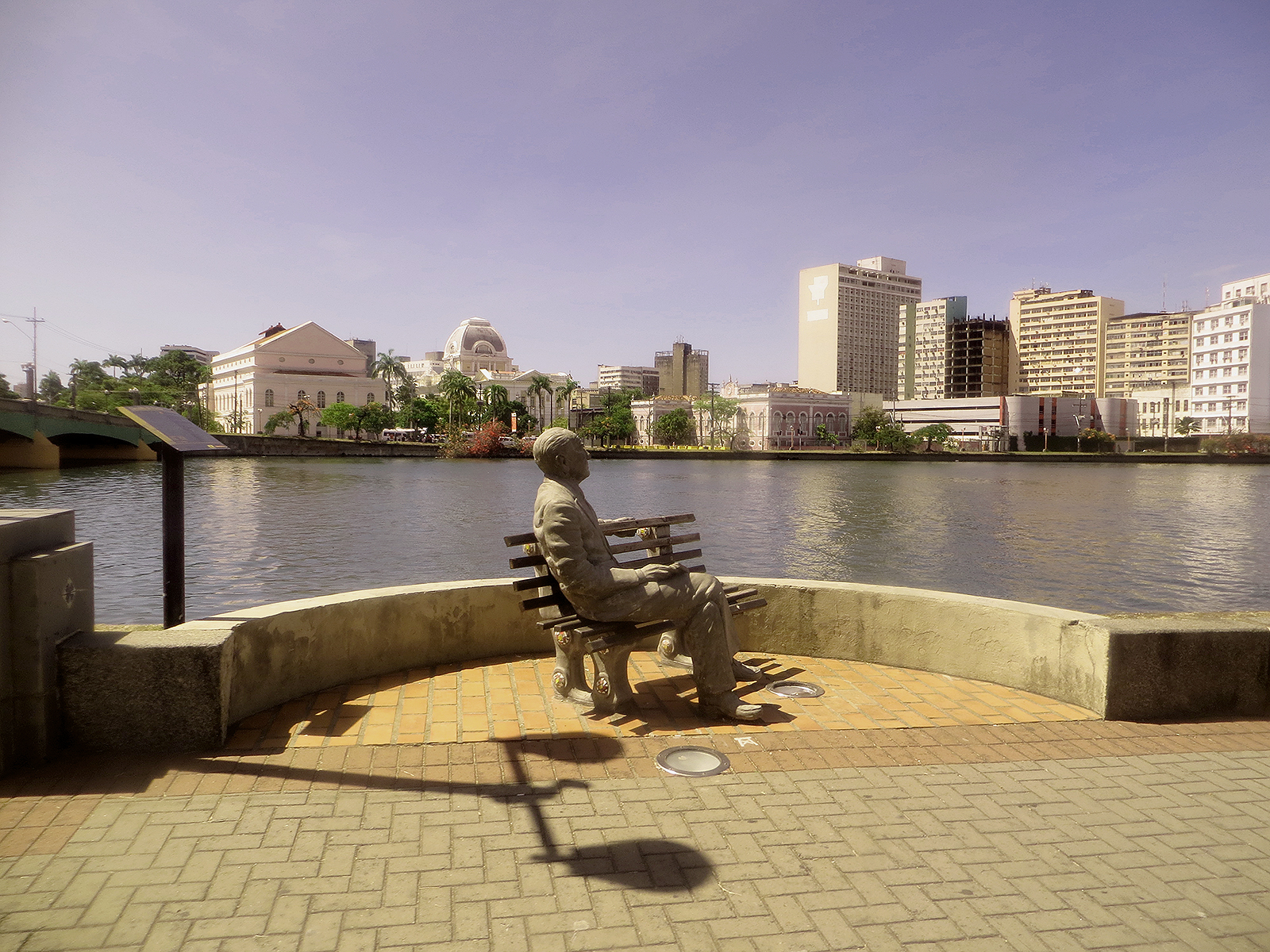
Skulptur in Recife

João Cabral de Melo Neto (Aussprache ˈʒwɐ̃w kaˈbɾaw dʒi ˈmɛlu ˈnɛtu) (* 9. Januar 1920 in Recife, Pernambuco; † 9. Oktober 1999 in Rio de Janeiro) war ein brasilianischer Lyriker und Diplomat.

## Leben
Cabral war der Sohn von Luís Antônio Cabral de Melo und Carmen Carneiro Leão Cabral de Melo. Er war der ältere Bruder des Historikers Evaldo Cabral de Mello und Cousin des Soziologen Gilberto Freyre und des Dichters Manuel Bandeira. Seine Jugend verbrachte er im Nordosten Brasiliens entlang des Flusses Rio Capibaribe. In Recife besuchte er von 1930 bis 1935 das Colégio de Ponte d’Uchoa, eine Maristen-Schule, und war ab 1937 in verschiedenen Verwaltungen tätig.
1940 reiste er nach Rio de Janeiro und kam dort in Kontakt zu den Modernisten wie Murilo Mendes, Carlos Drummond de Andrade und Jorge de Lima. Im Jahr 1942 erscheint sein erster Gedichtband Pedra do sono (Stein des Schlafes). 1942 ließ er sich in Rio de Janeiro nieder, wo er 1943 in den Verwaltungsdienst und 1945 in den diplomatischen Dienst eintrat. 1946 heiratete er Stella Maria Barbosa de Oliveira, aus der Ehe gingen zwei Kinder hervor. 1947 ging er als Vizekonsul nach Barcelona, wo er eine kleine Druckerei betrieb und Werke brasilianischer und katalanischer Dichter edierte. Er lernte dort Joan Brossa, Antoni Tàpies und Joan Miró kennen.
1950 wurde er nach London versetzt, 1952 geriet er im Zuge des Kalten Krieges und dem Misstrauen gegenüber Intellektuellen in den Verdacht der Subversion und Anhängerschaft der kommunistischen Ideologie. Getúlio Vargas hatte ihn, Antônio Houaiss und drei weitere am 23. März 1953 aus dem Außenministerium entfernen lassen. Er wurde nach Brasilien zurückgerufen, kehrte aber erst 1953 nach Pernambuco zurück, nachdem die Anklage des Obersten Gerichts zurückgenommen worden war.
1954 nahm er am Congresso Brasileiro de Poesia teil. Auf Beschluss des Obersten Gerichts wurde er wieder in den diplomatischen Dienst eingesetzt. Er kehrte 1956 nach Spanien zurück und betrieb im Indienarchiv von Sevilla historische Forschungen, die Ergebnisse gab das Außenministerium unter dem Titel O Brasil no arquivo das Índias de Sevilha heraus. Seine Diplomatenkarriere setzte sich 1958 fort mit Marseille, 1960 der Botschaft in Madrid, 1962 erneut Sevilla, 1964 war er in Genf als Berater der Vereinten Nationen tätig, 1967 wurde er zum brasilianischen Generalkonsul in Barcelona ernannt. Weitere Stationen als brasilianischer Konsul waren Paraguay im Jahr 1969, Senegal in 1972, Ecuador in 1979, Honduras in 1981 und Portugal in 1982. Nach dem Tod seiner Frau Stella 1986 hatte er die Dichterin Marly de Oliveira geheiratet und im Jahr 1990 trat er in den Ruhestand. 1992 vertrat er Brasilien auf der Weltausstellung in Sevilla. 1993 musste er sich mehreren Darmoperationen unterziehen, wobei ein Behandlungsfehler, übermäßig starke Einwirkung der Operationsleuchte auf die Retina, zu einer fast völligen Blindheit mit nur peripherem Sehvermögen, Verlust der Lesefähigkeit, depressivem Prozess und Hinderung der literarischen Arbeit führte. 1998 veröffentlichte er sein letztes Gedicht Pedem-me um poema (Bitte mich um ein Gedicht). Er starb am 9. Oktober 1999 und wurde auf dem Friedhof Cemitério de São João Batista in Rio de Janeiro beerdigt.

## Literarisches Wirken
João Cabral gehört dichterisch zur Nachkriegsgeneration der „Geração de 45“ (Generation 45), die nach neuen Ausdrucksformen suchte und sich von Romantizismus und Sentimentalismus gänzlich abgewandt hatte. Dazu gehören neben Cabral als dem möglicherweise größtem Lyriker Brasiliens der Neuzeit und Vertreter des Neomodernismo, der dritten Generation des Modernismo Brasileiro von 1945 bis 1975, vor allem Carlos Drummond de Andrade und Lêdo Ivo, bei den Prosaautoren zählen dazu Guimarães Rosa, Clarice Lispector oder Lygia Fagundes Telles. Er behandelt in seinen metaphernlosen nüchternen Gedichten die sozialen Probleme seines Heimatstaats Pernambuco. Seine Heimatverbundenheit drückt sich zum Beispiel in dem Gedicht O Rio über den Capibaribe aus. Als Magnum opus gilt sein A educação pela pedra neben seinem ebenfalls 1966 erschienenen Morte e vida Severina.
Der internationale Ruhm lässt sich auf das Jahr 1966 datieren mit der szenischen Aufführung von „Tod und Leben Severinos“ in São Paulo und der Musik von Chico Buarque de Hollanda.
Er war gewähltes Mitglieder der Academia Pernambucana de Letras und seit 1968 der Academia Brasileira de Letras. In Deutschland hat sich der Übersetzer aus dem Brasilianischen Curt Meyer-Clason um sein Werk verdient gemacht.

## Werke
Gesamtausgabe
- Obra completa. Nova Aguilar, Rio de Janeiro 1994.

Einzelwerke
- Considerações sobre o poeta dormindo. Renovação, Recife 1941. (Essay Überlegungen über den schlafenden Dichter).
- Pedra do sono [Selbstverlag], Recife 1942. (Gedichte Stein des Schlafs).
- Os três mal-amados. Revista do Brasil, Rio de Janeiro 1943. (Prosagedichte Die drei Schlechtgeliebten)
- O engenheiro. Amigos da Poesia, Rio de Janeiro 1945. (Gedichte Der Ingenieur).
- Psicologia da composição com a Fábula de Anfion e Antiode. O Livro Inconsúltil, Barcelona 1947. (Gedichte Psychologie der Komposition mit der Fabel von Amphion und Antiode).
- Joan Miró. Editions de l’Oc, Barcelona 1950. – Cadernos de Cultura do MEC, Rio de Janeiro 1952. (Essay Joan Miró, mit Originalgravuren von Joan Miró).
- O cão sem plumas. O Livro Inconsútil, Barcelona 1950. – Nova Fronteira, Rio de Janeiro 1984. (Gedichte Der Hund ohne Federn).
- O rio ou Relação da viagem que faz o Capibaribe de sua nascente à cidade do Recife. Comissão do IV Centenário da Cidade de São Paulo, São Paulo 1954. (Gedichte Der Fluss oder Reisebeschreibung des Capibaribe von seiner Quelle bis nach Recife).
- Paisagens com figuras 1954–1955. José Olympio, Rio de Janeiro 1955. (Gedichte Landschaften mit Figuren).
- Duas águas. poemas reunidos. José Olympio, Rio de Janeiro 1956. (Gesammelte Gedicht Zwei Wasser).
- Quaderna. Guimarães Editores, Lissabon 1960. (Gedicht Würfel).
- Dois parlamentos. [Selbstverlag], Madrid 1961. (Gedichte Zwei Parlamente).
- Terceira Feira. [Selbstverlag], Rio de Janeiro 1961. (Gedichte Dritte Messe, enthält Serial, 1959–1961, Dois parlamentos und Quaderna).
- A educação pela pedra. [Selbstverlag], Rio de Janeiro 1966. (Gedichte Erziehung durch den Stein).
- Morte e vida severina e outros poemas em voz alta. [Selbstverlag], Rio de Janeiro 1966. – Sabiá, Rio de Janeiro 1967. – José Olympio, Rio de Janeiro 1974. – Nova Fronteira, Rio de Janeiro 1994. (Gedichte Tod und Leben des Severino und andere laut gesprochene Gedichte).
- Poesias completas 1940–1965. Sabiá, Rio de Janeiro 1968. – José Olympio, Rio de Janeiro 1986. (Sämtliche Gedichte, 1940–1965).
- Museu de tudo. José Olympio, Rio de Janeiro 1975. (Gedichte Museum von allem).
- A escola das facas, poesias, 1975–1980. José Olympio, Rio de Janeiro 1980. (Gedichte 1975–1980 Die Schule der Messer).
- Auto do frade. José Olympio, Rio de Janeiro 1984. – Nova Fronteira, Rio de Janeiro 1984. (Gedicht Der Weg des Mönchs).
- Agrestes. Nova Fronteira, Rio de Janeiro 1985. (Gedichte Rauhland).
- Crime na Calle Relator. Nova Fronteira, Rio de Janeiro 1987. (Gedicht Verbrechen in der Relator-Straße).
- Primeiros Poemas. Faculdade de Letras da UFRJ, Rio de Janeiro 1990. (Erste Gedichte).
- Sevilha andando. Nova Fronteira, Rio de Janeiro 1990. (Gedichte Sevilla gehend).

Übersetzungen ins Deutsche
- Ausgewählte Gedichte. Übersetzung: Curt Meyer-Clason. Suhrkamp, Frankfurt am Main 1969. (edition suhrkamp 295).[5]
- Der Hund ohne Federn. Übersetzung: Willy Keller. Rot, Stuttgart 1969. Neuübersetzung: Curt Meyer-Clason. Claassen, Düsseldorf 1970.
- Tod und Leben des Severino. Pernambukanisches Weihnachtsspiel. Übersetzung: Curt Meyer-Clason. Peter Hammer, Wuppertal 1975. – Edition diá, St. Gallen, Wuppertal 1985. – Piper, München, Zürich 1988.[6]
- Poesiealbum 98. Anthologie. Übersetzung: Curt Meyer-Clason. Auswahl: Bernd Jentzsch. Neues Leben, Berlin 1975.
- Der Weg des Mönchs. Übersetzung: Curt Meyer-Clason. Edition diá, St. Gallen, Köln 1988.
- Erziehung durch den Stein. Übertragung und Nachwort: Curt Meyer-Clason. Suhrkamp, Frankfurt am Main 1989. (Auswahl aus den Gedichtbänden von O engenheiro bis Crime na Calle Relator).[7]
- Der Fluss (Das Triptychon des Capibaribe). Übersetzung: Curt Meyer-Clason. Edition diá, St. Gallen 1993. (Enthält: Der Hund ohne Federn, Der Fluss oder Reisebeschreibung des Capibaribe von seiner Quelle bis nach Recife, Tod und Leben des Severino. Pernambukanisches Weihnachtsspiel).
- E agora José? Und nun José? Übertragung und Einführung: Curt Meyer-Clason. Attempto, Tübingen 1996. (Anthologie von Gedichten von Carlos Drummond de Andrade und João Cabral de Melo Neto; portugiesisch-deutsch).

## Auszeichnungen
Literaturpreise:
- Prêmio Olavo Bilac der Academia Brasileira de Letras (1955)
- Prêmio do Festival de Nancy do melhor autor vivo (1966)
- Prêmio Luísa Cláudio de Souza des Pen Club (1966)
- Prêmio do Instituto Nacional do Livro (1966)
- Prêmio Jabuti der Câmara Brasileira do Livro (1967)
- Prêmio da Associação Paulista de Críticos de Arte (1975)
- Prémio Camões (1990)[8]
- Prêmio Casa das Américas, São Paulo (1992)
- Neustadt International Prize for Literature (1992)
- Prêmio Jabuti der Câmara Brasileira do Livro (1993)
- Premio Reina Sofía de Poesía Iberoamericana (1994)

Verdienstorden:
- Großkreuz des Rio-Branco-Ordens (1968)
- Großoffizier des Verdienstordens von Senegal (1976)
- Großkreuz des Ordem do Mérito Guararapes (1980)
- Großoffizier des Ordem Militar de Sant’Iago da Espada von Portugal (26. November 1987)[9]
- Großkreuz des Orden de Isabel la Católica, Spanien (1992)
- Großkreuz des Christusorden (Portugal) von Portugal (9. Juni 1998)[9]